# Peter Cheyney
Reginald Evelyn Peter Southouse-Cheyney (Londres, 1896 — 1951) va ser un novel·lista, actor i periodista anglès conegut amb el nom de Peter Cheyney. Va lluitar en la Primera Guerra Mundial i va escriure diverses novel·les de misteri i poesia.

## Obres
- Poems of Love and War (‘Poemes d'amor i de guerra’, 1916)
- This Man is Dangerous (‘Aquest home és perillós', 1936)
- Dance without Music (‘Ball sense música’, 1947)